# Aranypart (brit gyarmat)
Az Aranypart Nyugat-Afrikában a Guineai-öböl mellékének volt a neve, amely az Assini és a Volta folyók között terült el.
Többnyire a mai Ghána déli részeit foglalta magába.
Mint brit gyarmat (Gold Coast) 1821 és 1957 között létezett, és része volt a Brit Nyugat-Afrikának. Nevét a régióban talált nagy mennyiségű arany után kapta.
Az angolok által adminisztrált része 38 800 km², a protektorátusi terület pedig 118 680 km² volt.
Nyugat felé, a francia Elefántcsontpart felől határai nem voltak teljesen megállapítva; kelet, a német Togo felé a Daka folyó volt a határ.
A tágabb értelemben vett Aranypart, mint brit gyarmat három részből állt :
- Legdélibb része a tengermelléken elterülő gyarmat (Gold Coast Colony),
- Középső része volt az egykori Ashanti
- Északi része az Északi territóriumok (Northern Territories).

Az Aranypart székhelye:
- 1821–1877 között: Cape Coast
- 1877–1957 között: Accra volt.

## Történet
A terület középkori végi európai felfedezőinek a portugálokat tekintik. Azonban már a 17. században a poroszok is alapítottak az Ancobra és Prea folyók közt fekvő területen gyarmatot, amelyet 1717-ben a holland Nyugat-indiai Társaságnak adtak el.
1821-ben a brit kormány serege a part mentén lévő földeket lefoglalta és megalapította a brit Aranypart (Gold Coast) gyarmatot.
1850-ben megvásárolták a dán Aranypartot, 1872-ben pedig a holland Aranypartot, beleértve Elmina erődjét is. Nagy-Britannia folyamatosan bővítette területét a helyi királyságok, különösen az asantik legyőzése révén.
1957. március 6-án a brit Aranypart függetlenné vált Ghána országaként.